# Kajii Motojirō

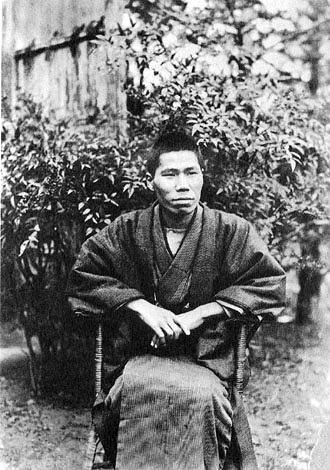
Kajii Motojirō, 1931

Kajii Motojirō (japanische 梶井 基次郎; * 17. Februar 1901 in der Präfektur Osaka; † 24. März 1932) war ein japanischer Schriftsteller.

## Leben und Wirken
Kajii Motojirō besuchte von 1919 bis 1924 die 3. Oberschule alter Art und studierte dann an von 1925 bis 1927 der Universität Kyōto und von 1924 bis 1927 an der Universität Tokio. Bereits 1920 wurde bei ihm eine Lungentuberkulose diagnostiziert. 1924 gründete er mit Freunden die Literaturzeitschrift „Aozora“ – „Blauer Himmel“, wo 1925 seine Kurzgeschichte Remon (檸檬) – „Limone“ erschien. Unter dem gleichen Titel erschien 1931 eine Sammlung von Kurzgeschichten. 1932 erlag Kajii seiner Krankheit.
Zu Lebzeiten wurde Kajii kaum bekannt, obwohl sich der berühmte Kawabata Yasunari mehrfach anerkennend über ihn äußerte. Heute gilt er als einer der Meister der japanischen Kurzgeschichte.

## Deutsche Übersetzungen
- Die Zitrone (檸檬, Remon, 1924). Aus dem Japanischen von der Übersetzer-AG am Japanischen Seminar der Universität Hamburg. In: Japan. Ein Lesebuch. Konkursbuch 16/17, Verlag Claudia Gehrke, Tübingen 1986, ISBN 3-88769-216-0, S. 271–276.
- Vergangen und Landschaften einer Seele (過去 (ursprünglich: 過古), Kako, und ある心の風景, Aru kokoro no fūkei, beide 1926). Aus dem Japanischen von Guido Woldering. In: Hefte für ostasiatische Literatur Nr. 24 (Mai 1998), iudicium-Verlag, München, ISBN 3-89129-347-X, S. 22–37.
- Unter den Kirschbäumen (櫻の樹の下には, Sakura no ki no shita ni ha, 1927). Aus dem Japanischen von Matthias Igarashi. In: Hefte für ostasiatische Literatur Nr. 52 (Mai 2012), iudicium-Verlag, München, ISBN 978-3-86205-170-0, S. 82–84.
- Eine weitere deutsche Übersetzung (Bildrolle der Finsternis) von Kajiis Werken erschien 2023 und enthält sieben Kurzgeschichten.